# Richard Newport (2e comte de Bradford)
Richard Newport, 2e comte de Bradford (3 septembre 1644 - 14 juin 1723) est un pair anglais et un homme politique whig.

## Biographie
Il est le fils aîné de Francis Newport, 1er comte de Bradford et de son épouse, Diana Russell, quatrième fille de Francis Russell, 4e comte de Bedford. Il est le frère aîné de Thomas Newport, 1er baron Torrington. En 1708, il succède à son père comme comte. Il fait ses études à Christ Church, Oxford et obtient un Master of Arts.
Il entre à la Chambre des Communes en 1670, pour le Shropshire jusqu'en 1685. Il représente la circonscription de nouveau entre 1689 et 1698. En 1704, il est nommé Lord Lieutenant du Shropshire et en 1708 Custode Rotulorum de Shropshire, occupant ces postes jusqu'en 1712, après quoi ils sont tous deux détenus simultanément jusqu'à sa mort. Il est également Custos Rotulorum de Montgomeryshire, poste qu'il occupait auparavant entre 1701 et 1711. Il est admis au Conseil privé de la Grande-Bretagne en 1710.

## Famille
Lord Bradford est décédé à l'âge de 78 ans à Soho Square, Londres et est enterré à Wroxeter. Le 20 avril 1681, il épouse Mary Wilbraham, fille cadette de Thomas Wilbraham, 3e baronnet et a quatre filles et quatre fils. Son fils aîné Henry Newport, 3e comte de Bradford et son troisième fils Thomas Newport, 4e comte de Bradford lui succèdent. Richard, le deuxième fils, est député et est décédé avant son père. La deuxième fille, Anne, est mariée à Orlando Bridgeman, 4e baronnet et sa troisième fille Diane épouse Algernon Coote, 6e comte de Mountrath.